# Sam Huff
Robert E. Lee Samuel „Sam“ Huff (* 4. Oktober 1934 in Edna Gas, West Virginia; † 13. November 2021 in Winchester, Virginia) war ein US-amerikanischer American-Football-Spieler auf der Position des Linebackers. Er spielte für die New York Giants und die Washington Redskins in der National Football League (NFL).

## Jugend
Sam Huff wurde in einer Zechenkolonie als viertes Kind eines Kohlenbergmannes geboren. Er hatte fünf Geschwister, von denen drei wie der Vater im Bergwerk arbeiteten. Huff besuchte die High School in Farmington, West Virginia. Er spielte dort American Football in der Defensive Line und in der Offensive Line. Im Jahr 1951 blieb er mit seiner High-School-Mannschaft ungeschlagen und im folgenden Jahr wurde er in die Liga- und in die Staatsauswahl gewählt. Sein Vater drängte ihn dazu, nach seinem Schulabschluss Bergmann zu werden. Sam Huff lehnte dies jedoch kategorisch ab und nahm ein Sportstipendium an. Die Jugend in der Bergmannssiedlung prägte ihn sein Leben lang. Während seiner Profizeit bei den New York Giants kehrte er zurück und fuhr mit den Arbeitern in das Bergwerk ein. Die Arbeiter benannten im Bergwerk eine Maschine nach ihm. Im Jahr 1968 kam es unter Tage zu einem Unfall, bei dem 78 Bergleute, darunter fünf seiner Onkel und Cousins, ihr Leben verloren. Sein jüngster Bruder hatte eine Staublunge und starb mit 60 Jahren an einem Herzinfarkt.

## Spielerlaufbahn

### College
Sam Huff studierte von 1952 bis 1955 Sport an der West Virginia University (WVU). An seinem College spielte er vier Jahre lang College Football. Huff spielte zunächst als Guard, wechselte aber in seinen letzten beiden Studienjahren auf die Position eines Tackles. Auch in der Defensive Line lief er als Tackle auf. In allen vier Studienjahren wurde er von seinem College für seine sportlichen Leistungen ausgezeichnet. Im Jahr 1954 konnte er sich mit seiner Mannschaft für den Sugar Bowl qualifizieren. Das Spiel gegen Georgia Institute of Technology ging mit 42:19 verloren. In den Jahren 1953 bis 1955 gewann die WVU jeweils die Ligameisterschaft. In seinem letzten Studienjahr wurde Huff zum All-American gewählt. Als stellvertretender Mannschaftskapitän spielte er in diesem Jahr auch in zwei Auswahlspielen.

### NFL
Huff wurde im Jahr 1956 von den New York Giants in der dritten Runde des NFL Drafts als 30. Spieler ausgewählt. Der Head Coach der Giants, Jim Lee Howell, und sein für die Defense verantwortlicher Defensive Coordinator, Tom Landry, setzten ihn fortan als Linebacker ein. In seinem Rookiejahr gewann er mit seiner Mannschaft die NFL Meisterschaft. Im Endspiel wurden die Chicago Bears mit 47:7 geschlagen. Zwar konnte Huff bis 1963 mit den Giants noch fünfmal in das NFL-Endspiel einziehen, ein Titelgewinn gelang ihm aber nicht mehr. 1958 verloren die Giants im Endspiel gegen die von Weeb Ewbank betreuten Baltimore Colts mit 23:17 im folgenden Jahr verloren die Giants erneut gegen die Colts und 1961 konnten sich die Green Bay Packers mit 37:0 gegen die Giants durchsetzen. Die von Vince Lombardi, einem ehemaligen Assistenztrainer der Giants trainierten Packers konnten sich auch 1962 gegen die Giants im NFL-Meisterschaftsspiel durchsetzen. Sie gewannen diesmal mit 16:7. Im Jahr 1963 verlor Huff mit den Giants das fünfte Endspiel. Die Chicago Bears holten sich mit 14:10 den Sieg.
Nach der Saison 1963 wurde Huff, der in New York zu den Publikumslieblingen zählte, vom Teambesitzer der Giants, Wellington Mara, im Austausch gegen zwei Spieler an die Washington Redskins abgegeben. An die Mannschaftserfolge in New York konnte Huff nicht mehr anschließen. Im Jahr 1966 gewann sein neues Team unter Head Coach Otto Graham gegen die Giants mit 72:41. Es war das höchste Spielergebnis, welches jemals in der NFL erzielt wurde. Nach 150 Spielen in der NFL brach sich Huff 1967 einen Knöchel. Aufgrund der Verletzung musste er in diesem Jahr vier Spiele und die komplette folgende Saison aussetzen. In der Saison 1969 war er als Assistenztrainer von Vince Lombardi bei den Washington Redskins tätig. Er spielte aber auch in diesem Jahr noch selbst aktiv. Seine Spielerlaufbahn beendete er nach dieser Spielzeit.

## Nach der Spielerlaufbahn
Sam Huff war 1970 für ein weiteres Jahr Assistenztrainer bei den Redskins. Er war für die Linebacker verantwortlich. Danach war er als Geschäftsmann tätig. Er veranstaltete Pferderennen, hielt Geschäftsanteile an einem Hotel und betätigte sich als Pferdezüchter. Bis zu seinem Tod kommentierte er im vereinseigenen Radio die Spiele der Redskins.

## Familiäres
Huff war geschieden und hat drei Kinder. Er lebte zuletzt in Middleburg, Virginia.

## Ehrungen
Sam Huff spielte fünfmal im Pro Bowl und wurde 1961 zum Pro Bowl MVP ernannt. Huff wurde sechsmal zum All-Pro gewählt. Die Commanders ehren ihn in ihrem Stadion auf dem Ring of Fame. Sam Huff ist Mitglied im NFL 1950s All-Decade Team, in der West Virginia University Sports Hall of Fame, in der National High School Hall of Fame, in der Pro Football Hall of Fame und in der College Football Hall of Fame. Sam Huff wurde von der Zeitschrift „The Sports Illustrated“ auf Platz 76 der Liste über die 100 besten Footballspieler aller Zeiten gewählt. Seine Rückennummer 75 wird auf seinem College nicht mehr vergeben. Huff war 1959 der erste Footballspieler der auf dem Titelbild des Time Magazines zu sehen war. Im Jahr 1960 drehte Walter Cronkite eine Fernsehdokumentation über ihn. Die Giants ehren ihn seit 2010 auf dem New York Giants Ring of Honor.